# Juliette Crosby
Pour les articles homonymes, voir Crosby.
Juliette Crosby (14 septembre 1895 - 1er mai 1969) est une actrice américaine. Elle est principalement connue pour avoir tenu pour la première fois le rôle de Velma Kelly (en)" dans la comédie musicale Chicago en 1926.

## Biographie
Elle naît à Washington, DC, fille de l'explorateur et homme politique Oscar Terry Crosby (en) et de Jeanne Maria Bouligny Crosby (petite-fille de Charles Dominique Joseph Bouligny, sénateur américain de Louisiane). Ses parents sont tous deux originaires de Louisiane ; son père, écrivain et voyageur, est secrétaire adjoint au Trésor dans l'administration Woodrow Wilson. Sa sœur aînée Miriam, aussi actrice, épouse l'aristocrate italien Mario Carillo (en).
Pendant la Première Guerre mondiale, elle est infirmière de la Croix-Rouge en France tandis que son père est directeur de la Commission de secours en Belgique.
Sa carrière à Broadway comprend des rôles dans Martinique (1920), The Nest (1922), The Love Child (1922 -1923), Home Fires (1923), The Show-Off (1924 -1925), Nirvana (1926), Chicago (1926-1927) et la Marainne de Charley (1941). Dans la production originale de Chicago, elle est la première à jouer Velma Kelly,. Elle est apparue dans deux films, Paris Bound (1929) et Charming Sinners (1929). En 1935 et 1936, elle tourne dans une production de Dodsworth avec Walter Huston.
Elle épouse le dramaturge, critique de théâtre et producteur de films Arthur Hornblow Jr. en 1923. Ils ont un fils, John Terry Hornblow. Ils ont divorcé en 1936, un mois avant qu'Hornblow épouse l'actrice Myrna Loy. Elle meurt à Plainville, Connecticut, en 1969, à l'âge de 73 ans.